# Nicola Girace
Nicola Girace (Nápoly, 1907. július 30. – Róma, 1970. augusztus 30.) világbajnok olasz tőrvívó.